# ندغ زعتري
الندغ الزعتري  أو شَطُرْيَة  أو شاطِرِيَّة أو صَعْتَر (باللاتينية: Satureja thymbra) نوع نباتي عشبي يتبع جنس الندغ من الفصيلة الشفوية.

## الموئل والانتشار
موطنه الأصلي بلاد الشام والمغرب العربي وتركيا واليونان.